# Hoplia gibbicollis
Hoplia gibbicollis är en skalbaggsart som beskrevs av Gilbert John Arrow 1941. Hoplia gibbicollis ingår i släktet Hoplia och familjen Melolonthidae. Inga underarter finns listade i Catalogue of Life.